# Aloe rhodocincta
Aloe rhodocincta é uma espécie de liliopsida do gênero Aloe, pertencente à família Asphodelaceae.